# Shahta
Shahta (tiếng Ả Rập: الشحطة) là một ngôi làng Syria nằm ở Al-Suqaylabiyah Nahiyah ở huyện Al-Suqaylabiyah, Hama. Theo Cục Thống kê Trung ương Syria (CBS), Shahta có dân số 454 trong cuộc điều tra dân số năm 2004.